# Basketball-Bundesliga 1994/95
Die Basketball-Bundesliga-Saison 1994/95 war die 29. Spielzeit der höchsten deutschen Spielklasse im Basketball der Männer. Die reguläre Saison begann am 16. September 1994 und endete am 11. März 1995.

## Saisonnotizen
- Meister und Pokalsieger der Saison 1994/95 wurde der TSV Bayer 04 Leverkusen.
- Das BBL All-Star Game 1994 fand in der Europahalle in Karlsruhe statt. Sieger wurde mit 132:122 der Norden.

## Endstände

### Hauptrunde
| # | Mannschaft                  | Siege | Nieder- lagen | Punkte | Körbe     |
| - | --------------------------- | ----- | ------------- | ------ | --------- |
| 1 | TSV Bayer 04 Leverkusen (M) | 28    | 4             | 56:8   | 2872:2337 |
| 2 | Alba Berlin                 | 27    | 5             | 54:10  | 2936:2467 |
| 3 | Brandt Hagen (P)            | 21    | 11            | 42:22  | 2784:2487 |
| 4 | MTV 1846 Gießen             | 14    | 18            | 28:36  | 2529:2539 |
| 5 | Forbo Paderborn 91 (N)      | 9     | 23            | 18:46  | 2486:2908 |
| 6 | SG Bramsche/Osnabrück       | 5     | 27            | 10:54  | 2473:3072 |

| # | Mannschaft                 | Siege | Nieder- lagen | Punkte | Körbe     |
| - | -------------------------- | ----- | ------------- | ------ | --------- |
| 1 | TTL Basketball Bamberg     | 21    | 11            | 42:22  | 2792:2514 |
| 2 | SSV 1846 Ulm               | 20    | 12            | 40:24  | 2849:2700 |
| 3 | Steiner Bayreuth           | 18    | 14            | 36:28  | 2744:2627 |
| 4 | SV Tally Oberelchingen (N) | 16    | 16            | 32:32  | 2722:2807 |
| 5 | BG Ludwigsburg             | 10    | 22            | 20:44  | 2602:2735 |
| 6 | TV Germania Trier          | 3     | 29            | 6:58   | 2239:2835 |

| (M) Meister der Vorsaison____        | (N) Neuling (Aufsteiger)____ | (P) Pokalsieger der Vorsaison |
| Fett Für Finalrunde qualifiziert____ |  Relegations-Plätze          |                               |

Die SG Bramsche/Osnabrück hat in zwei Spielen einen nicht spielberechtigten Spieler eingesetzt. Der SV Tally Oberelchingen hat in einem Spiel einen nicht spielberechtigten Spieler eingesetzt.

### Relegationsrunde
Zur Chancengleichheit mit den teilnehmenden Zweitligamannschaften war in der Relegationsrunde nur ein Spieler mit ausländischem Pass spielberechtigt.
| # | Mannschaft            | Hauptrunde   | Siege | Nieder- lagen | Punkte | Körbe   |
| - | --------------------- | ------------ | ----- | ------------- | ------ | ------- |
| 1 | SG Bramsche/Osnabrück | Erste Liga   | 8     | 2             | 16:4   | 862:807 |
| 2 | BG Ludwigsburg        | Erste Liga   | 7     | 3             | 14:6   | 809:724 |
| 3 | TuS Lichterfelde      | 2. Liga Nord | 6     | 4             | 12:8   | 758:741 |
| 4 | TVG Germania Trier    | Erste Liga   | 6     | 4             | 12:8   | 824:798 |
| 5 | Forbo Paderborn 91    | Erste Liga   | 2     | 8             | 4:16   | 721:779 |
| 6 | TV Lich               | 2. Liga Süd  | 1     | 9             | 2:18   | 761:886 |

 Absteiger
_____ Aufstiegsberechtigt, aber verzichtet
Der sportlich qualifizierte TuS Lichterfelde, Farmteam von Alba Berlin, verzichtete im Anschluss auf den Aufstieg zur neuen Saison.

### Finalrunde
| Viertelfinale | Viertelfinale           | Viertelfinale |   |                         | Halbfinale | Halbfinale | Halbfinale |  |  | Finale | Finale | Finale |
|               |                         |               |   |                         |            |            |            |  |  |        |        |        |
| N 1           | TSV Bayer 04 Leverkusen | 2             |   |                         |            |            |            |  |  |        |        |        |
| S 4           | SV Tally Oberelchingen  | 0             |   |                         |            |            |            |  |  |        |        |        |
| S 4           | SV Tally Oberelchingen  | 0             |   | TSV Bayer 04 Leverkusen | 3          |            |            |  |  |        |        |        |
|               |                         |               |   | TSV Bayer 04 Leverkusen | 3          |            |            |  |  |        |        |        |
|               |                         | Brandt Hagen  | 1 |                         |            |            |            |  |  |        |        |        |
| S 2           | SSV 1846 Ulm            | Brandt Hagen  | 1 | 0                       |            |            |            |  |  |        |        |        |
| S 2           | SSV 1846 Ulm            |               |   |                         |            |            |            |  |  |        |        |        |
| N 3           | Brandt Hagen            | 2             |   |                         |            |            |            |  |  |        |        |        |
| N 3           | Brandt Hagen            | 2             |   | TSV Bayer 04 Leverkusen | 3          |            |            |  |  |        |        |        |
|               |                         |               |   | TSV Bayer 04 Leverkusen | 3          |            |            |  |  |        |        |        |
|               |                         | Alba Berlin   | 0 |                         |            |            |            |  |  |        |        |        |
| S 1           | TTL Basketball Bamberg  | Alba Berlin   | 0 | 2                       |            |            |            |  |  |        |        |        |
| S 1           | TTL Basketball Bamberg  |               |   |                         |            |            |            |  |  |        |        |        |
| N 4           | MTV 1846 Gießen         | 1             |   |                         |            |            |            |  |  |        |        |        |
| N 4           | MTV 1846 Gießen         | 1             |   | TTL Basketball Bamberg  | 0          |            |            |  |  |        |        |        |
|               |                         |               |   | TTL Basketball Bamberg  | 0          |            |            |  |  |        |        |        |
|               |                         | Alba Berlin   | 3 |                         |            |            |            |  |  |        |        |        |
| N 2           | Alba Berlin             | Alba Berlin   | 3 | 2                       |            |            |            |  |  |        |        |        |
| N 2           | Alba Berlin             |               |   |                         |            |            |            |  |  |        |        |        |
| S 3           | Steiner Bayreuth        | 1             |   |                         |            |            |            |  |  |        |        |        |

## Meistermannschaft
| Spieler | Spieler            | Spieler                 | Spieler    | Spieler | Spieler | Spieler           |
| Nr.     | Nat.               | Name                    | Geburt     | Größe   | Info    | Letzter Verein    |
| ------- | ------------------ | ----------------------- | ---------- | ------- | ------- | ----------------- |
|         |                    | Guards (PG, SG)         |            |         |         |                   |
| 5       | Vereinigte Staaten | Tom Garrick             | 07.07.1966 | 187     |         |                   |
| 7       | /                  | Heimo Förster           | 12.12.1964 | 190     |         |                   |
| 8       | Deutschland        | Denis Wucherer          | 07.05.1973 | 196     | A-Nat   |                   |
| 13      | Deutschland        | Michael Koch            | 13.01.1966 | 190     | A-Nat   |                   |
|         |                    | Forwards (SF, PF)       |            |         |         |                   |
| 4       | Deutschland        | Moritz Kleine-Brockhoff | 10.05.1968 | 196     | A-Nat   |                   |
| 6       | Deutschland        | Björn Gieseck           | 03.08.1975 | 206     |         |                   |
| 12      | Deutschland        | Henning Harnisch        | 15.04.1968 | 202     | A-Nat   |                   |
|         |                    | Center (C)              |            |         |         |                   |
| 9       | Deutschland        | Christian Welp          | 02.01.1964 | 212     | A-Nat   |                   |
| 10      | Deutschland        | Sascha Hupmann          | 21.04.1970 | 216     | A-Nat   | TV Germania Trier |
| 14      | Vereinigte Staaten | Abdul Shamsid-Deen      | 01.08.1968 | 208     |         |                   |
| 15      | Deutschland        | Detlef Musch            | 28.03.1970 | 212     | A-Nat   |                   |

| Trainer     | Trainer        | Trainer          |
| Nat.        | Name           | Position         |
| ----------- | -------------- | ---------------- |
| Deutschland | Dirk Bauermann | Cheftrainer      |
| Deutschland | Achim Kuczmann | Trainerassistent |
| Deutschland | Otto Reintjes  | Manager          |

| Legende | Legende                     |
| Abk.    | Bedeutung                   |
| ------- | --------------------------- |
| (C)     | Mannschaftskapitän          |
| A-Nat   | akt. Herren-Nationalspieler |

| Legende | Legende                     |
| Abk.    | Bedeutung                   |
| ------- | --------------------------- |
| (C)     | Mannschaftskapitän          |
| A-Nat   | akt. Herren-Nationalspieler |

## Führende der Spielerstatistiken
| Kategorie                | Spieler           | Team                    | Wert |
| ------------------------ | ----------------- | ----------------------- | ---- |
| Punkte pro Spiel         | Bernard Thompson  | TV Germania Trier       | 22,6 |
| Rebounds pro Spiel       | Hansi Gnad        | TSV Bayer 04 Leverkusen | 10,1 |
| Assists pro Spiel        | Keith Gray        | TTL Basketball Bamberg  | 4,4  |
| Steals pro Spiel         | Jürgen Dölle      | SG Bramsche/Osnabrück   | 2,7  |
| Blocks pro Spiel         | Christian Mehrens | Forbo Paderborn 91      | 1,6  |
| Dreipunktewurf pro Spiel | Majic Buford      | SG Bramsche/Osnabrück   | 3,4  |

## Ehrungen
| Auszeichnung       | Name         | Verein                  |
| ------------------ | ------------ | ----------------------- |
| Spieler des Jahres | Michael Koch | TSV Bayer 04 Leverkusen |